# Polnisch-osmanischer Frieden von 1607
Der Polnisch-osmanische Frieden von 1607 (polnisch Pokój polsko-turecki z 1607) beendete zeitweilig den Konflikt zwischen Polen-Litauen und dem Osmanischen Reich.

## Vorgeschichte
Das Khanat der Krim geriet unter osmanische Oberherrschaft. Die Krimtataren fielen regelmäßig im Südosten Polen-Litauens plündernd ein. Gleichzeitig organisierten polnisch-litauische Kosaken Raubzüge gegen das osmanische Reich.

## Beschlüsse
Ahmed I. garantierte, dass die Krimtataren gegen eine jährliche Tributzahlung auf ihre Einfälle in Polen-Litauen verzichten und dem polnisch-litauischen König Heerfolge leisten. Sigismund III. Wasa sagte zu, dass die Raubzüge der Kosaken ins osmanische Reich aufhören. Der Handel polnischer und osmanischer Kaufleute in den gegenseitigen Gebieten sollte erleichtert werden.

## Nachgang
Das osmanische Reich konnte sich auf den Konflikt mit Abbas I. von Persien konzentrieren und Sigismund hatte den Rücken frei für seine Kriege gegen Schweden und Russland.